# Detroit Triple Fan Fair
Le Detroit Triple Fan Fair ou DTFF était une convention multigenre qui se tenait généralement chaque année à Detroit, Michigan de 1965 à 1977. Il s'agit de la première convention dont la bande dessinée est une part importante.